# Васильковский уезд
Василько́вский уе́зд — административно-территориальная единица Киевской губернии Российской империи. Уездный город — Васильков. Расформирован постановлением Всеукраинского центрального исполнительного комитета от 12 апреля 1923 года.

## География
Уезд находился в центре губернии. На востоке граничил с Киевским уездом, с севера и запада граничил с Радомысльским уездом, на юго-западе с Сквирским и Васильковским уездами, на юге — с Таращанским. Площадь уезда составляла 3961,7 вёрст².

## Демография
Согласно переписи населения Российской империи 1897 года в уезде проживало 263 261 человек. Из них 83,62 % — малороссы, 12,11 % — евреи, 2,25 % — русские, 1,79 % — поляки.

## Административное деление
Васильковский уезд состоял из четырёх местечек, 22 сёл, 52 деревень, 25 хуторов, трёх еврейских колоний, трёх предместий, 35 ферм, одного посёлка, одного казённого лесничества, одной дачи, одной железнодорожной станции, железнодорожного разъезда и 18 железнодорожных будок — всего из 237 населённых пунктов. Все эти пункты были распределены в административном отношении между двумя мировыми посредниками, тремя становыми приставами, 20 волостными правлениями и 14 полицейскими урядниками. В судебно-мировом и следственном отношениях Васильковский уезд был разделён на пять судебно-мировых и пять следственных участков.
| - Барахтянская волость — с. Барахты - Бело-Церковская волость — м. Белая Церковь - Блощинская волость — с. Блощинцы - Василевская волость — с. Василев - Васильковская волость — г. Васильков - Велико-Половецкая волость — с. Великополовецкое - Веприковская волость — с. Веприк - Винцентовская волость — с. Винцентовка - Гребенская волость — с. Гребенки - Езерянская волость — с. Езерное | - Ковалевская волость — с. Ковалевка - Кожанская волость — с. Кожанка - Мотовиловская волость — с. Казенная Мотовиловка - Мало-Половецкая волость — с. Малополовецкое - Островская волость — с. Остров - Рокитянская волость — м. Рокитно - Трушковская волость — с. Трушки - Фастовская волость — м. Фастов - Черкасская волость — с. Черкас - Шамраевская волость — с. Шамраевка |